# یان‌ایر
یان‌ایر (به انگلیسی: Yanair) یک شرکت هواپیمایی با کد یاتا YE است که در تاریخ ۲۰۱۲ میلادی تأسیس شده است. دفتر مرکزی یان‌ایر در کی‌یف، اوکراین واقع شده‌است و قطب این شرکت هواپیمایی در فرودگاه کیف ژولیانی قرار دارد و به ۶ مقصد، پرواز مستقیم انجام می‌دهد.